# (4843) Mégantic
4843 Megantic (1990 DR4) – planetoida z pasa głównego asteroid okrążająca Słońce w ciągu 5,42 lat w średniej odległości 3,08 j.a. Odkryta 28 lutego 1990 roku.